# Halsbandsödlor
Halsbandsödlor (Lacerta) är ett släkte i familjen egentliga ödlor (Lacertidae).
Släktets ställning i systematiken är omstritt. Djurgruppen skapades som överordnad beteckning för flera olika ödlor. Idag[när?] är det känt att gruppen är fylogenetisk. Hittills har en del arter avskilts från släktet Lacerta som idag räknas till släktet Podarcis. Troligtvis kommer släktet Lacerta i framtiden att delas upp ytterligare. Skogsödlan räknas numera till släktet Zootoca.

## Arter
Släktet innehöll som mest cirka 40 arter men numera listas bara nio arter i släktet. De andra arterna har kommit att betraktas som underarter eller tillhöriga till andra släkten (till exempel pärlödlan, idag Timon lepidus).
- Sandödla (Lacerta agilis)
- Lacerta bilineata
- Lacerta media
- Lacerta mostoufii - status som art är omstridd
- Lacerta pamphylica
- Iberisk smaragdödla (Lacerta schreiberi)
- Lacerta strigata
- Jättesmaragdödla (Lacerta trilineata)
- Smaragdödla (Lacerta viridis)